# 台北府城小南門

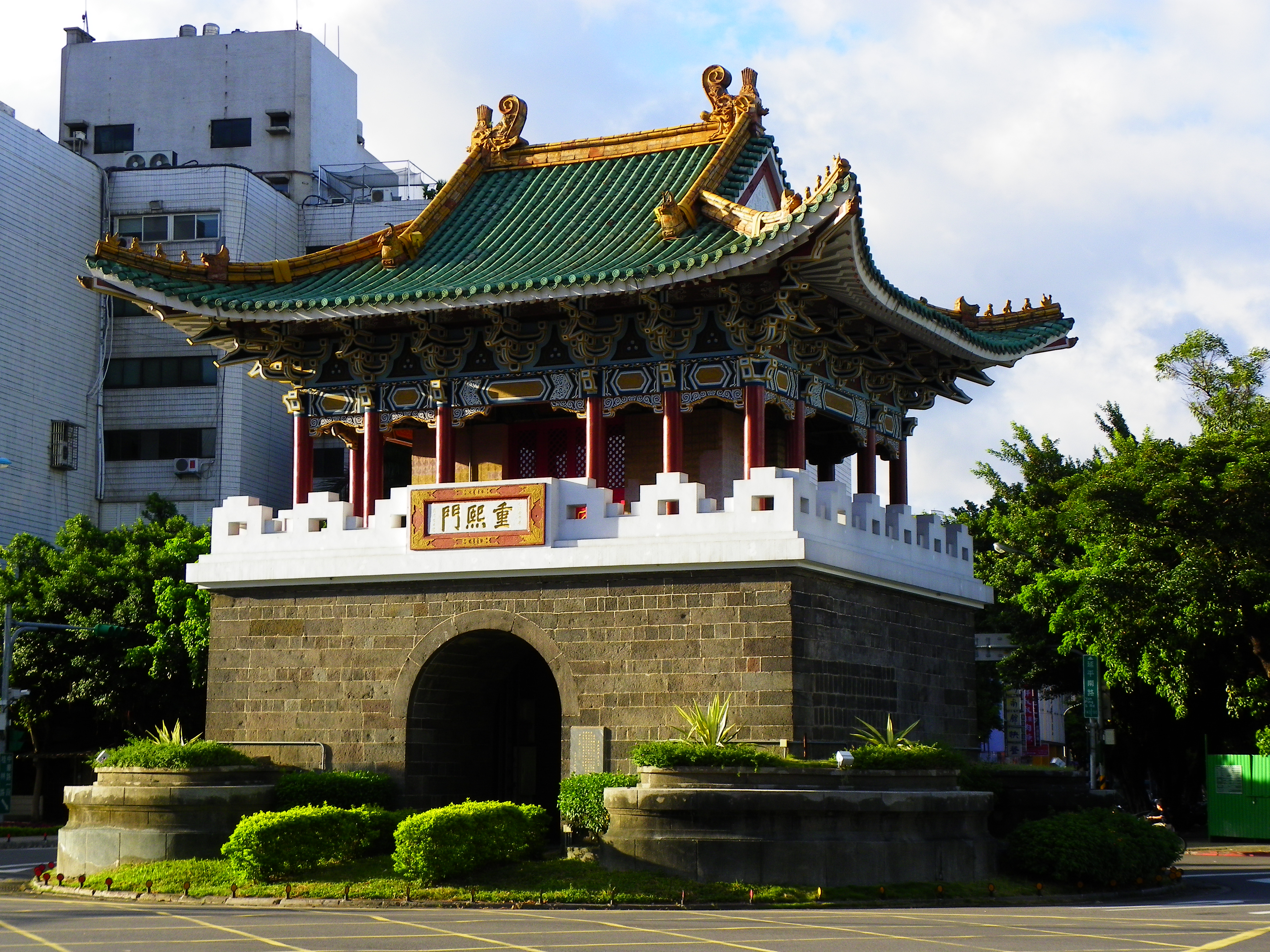
小南門

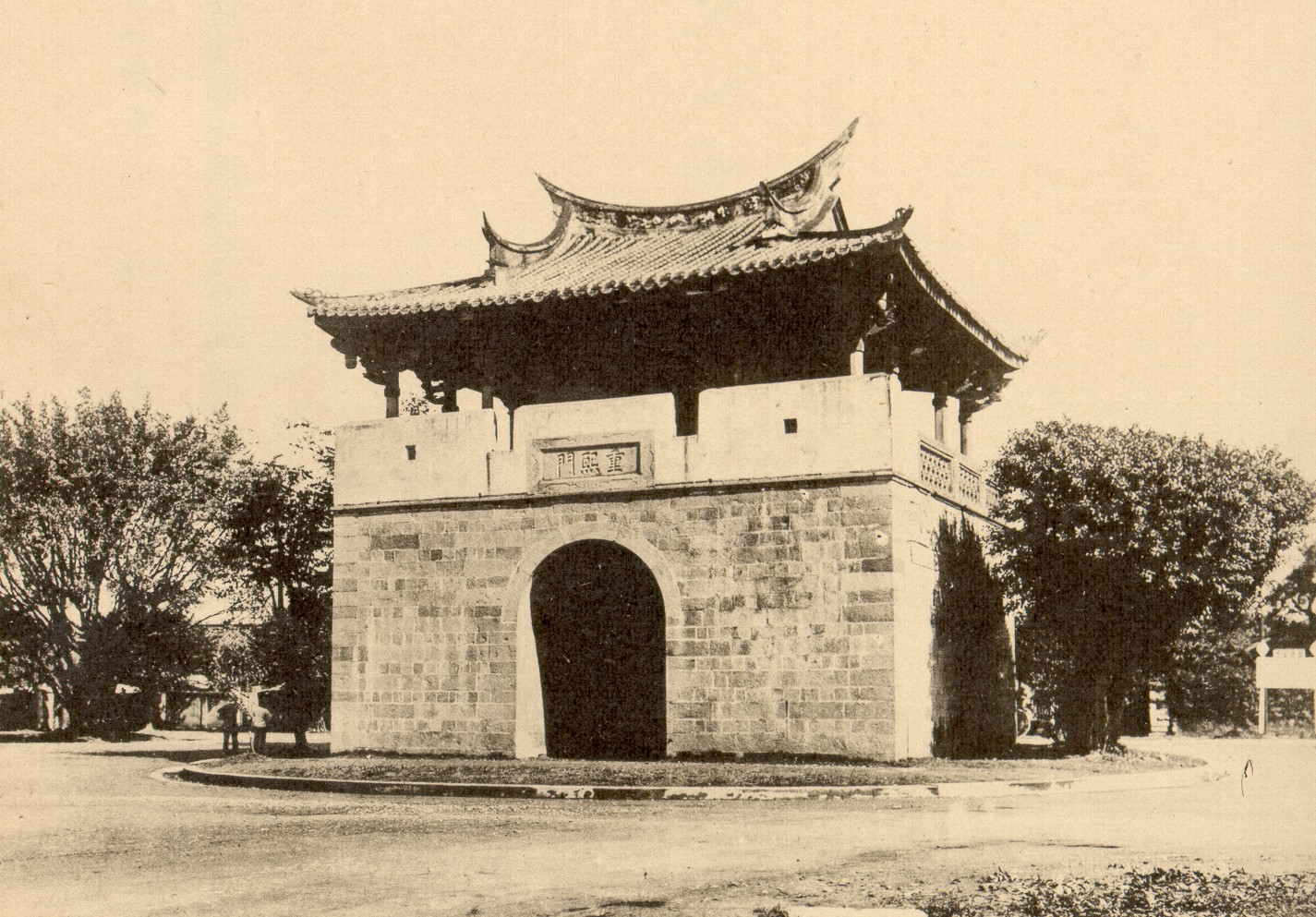
昔の姿

台北府城小南門（正式名称：重熙門）は、かつてあった台北城の門のひとつ。この門は台北市内中正区に現存しており、公園路と愛国西路の交わる箇所に位置する。1998年9月3日付け公示で国の第一級古蹟として、同じく現存している他の門（北門、南門、東門）とともに認定されている。重熙門の名は「盛世興隆，光輝普照（世を繁栄させ、明るく照らす）」の意味をもつ。1879年から1884年にかけて建設された。第二次世界大戦後、国民党政府により現在の姿に立て替えられた。
最寄り駅はMRT小南門駅すぐ。